# قائمة مطاعم الوجبات السريعة
قائمة بسلاسل مطاعم الوجبات السريعة الحالية والسابقة البارزة، والتي تختلف عن مطاعم الكاجوال السريعة، المقاهي، صالات الآيس كريم ‏، ومطاعم البيتزا.

## سلاسل دولية كبرى
- BOUBA KING
- أربيز
- Auntie Anne's
- مطاعم بيغ بوي
- بيتزا بليز
- Boston Market
- بافلو وايلد وينغز  [لغات أخرى]‏
- برجر كنج
- California Pizza Kitchen
- كارلز جي آر
- جبوتلي
- تشيرتشز تشيكن
- سيسيز بيتزا  [لغات أخرى]‏
- سينابون
- Culver's
- ديري كوين
- دومينوز بيتزا
- دانكن دونتس
- فايف قايز
- Gatti's Pizza
- Godfather's Pizza
- Golden Chick
- هارديز
- إن-ان-أوت برجر
- جاك إن ذا بوكس
- Jersey Mike's Subs
- Jet's Pizza
- جوليبي
- دجاج كنتاكي
- ليتل سيزرز
- لونغ جون سيلفرز
- Louisiana Famous Fried Chicken
- بيتزا ماركو
- ماكدونالدز
- Miami Subs Grill
- MOD Pizza
- Orange Julius
- باندا أكسبرس
- Papa Gino's
- بابا جونز بيتزا
- Peter Piper Pizza
- The Pizza Company
- بيتزا هت
- بيتزا إن
- Pollo Campero
- Pollo Tropical
- بوبايز
- كويزنوز
- سبارو
- سونيك درايف إن
- ستاربكس
- صب واي
- Sweet Frog
- تاكو بل
- Taco Cabana
- TCBY
- تيم هورتونز
- TKK Fried Chicken
- وينديز
- واتابرغر
- وايت كاسل
- Wingstop
- بيتزا هت

## الشركات حسب بلد / منطقة المنشأ

### أفريقيا

#### مصر
- كوك دور
- مطاعم مؤمن

#### الجزائر
- برجر سيتي
- وندر فودز

#### نيجيريا
- Mr Bigg's
- Tantalizers
- Tastee Fried Chicken
- Kilimanjaro
- Chicken Republic

#### جنوب أفريقيا
- تشيكن ليكن
- ناندوز
- استيرز  [لغات أخرى]‏
- ومبي

### آسيا

#### الصين
- Dicos
- East Dawning
- Mr. Lee  [لغات أخرى]‏
- Kungfu
- Da Niang Dumpling
- Xiabu Xiabu
- Goubuli

#### هونغ كونغ
- Cafe de Coral
- Fairwood
- Maxim MX  [لغات أخرى]‏

#### الهند
- Adyar Anandha Bhavan
- Amul Restaurants  [لغات أخرى]‏
- Bikanervala
- Burgs
- Cafe Coffee Day
- Darshini
- Goli Vada Pav
- Haldiram's
- Jumbo King
- KaatiZone
- Nirula's
- Saravana Bhavan
- Smokin' Joe's
- Vadilal
- Wow! Momo

#### إندونيسيا
- CFC
- Es Teler 77
- Geprek Bensu
- HokBen
- J.CO Donuts
- Kebab Turki Baba Rafi
- Klenger Burger

#### إسرائيل
- Burgeranch

#### اليابان
- Ajisen Ramen
- First Kitchen
- Freshness Burger
- Hokka Hokka Tei
- Hotto Motto
- Ichibanya
- Italian Tomato
- Kura
- Lotteria
- Marugame Seimen
- Matsuya Foods Co.
- موس برغر
- Pepper Lunch
- Sukiya
- يوشينويا

#### ماليزيا
- The Chicken Rice Shop
- Kuai Lee Gee Happy Chicken  [لغات أخرى]‏
- Marrybrown
- Pelita Nasi Kandar
- Rotiboy
- Sate Kajang Haji Samuri
- SCR

#### منغوليا
- Khaan Buuz

#### الفلبين
- Chowking
- Goldilocks Bakeshop
- جوليبي
- Mang Inasal
- Max's of Manila
- Nacho King!
- Red Ribbon  [لغات أخرى]‏
- طوكيو طوكيو

#### السعودية
- شاورمر
- البيك
- الطازج
- هرفي
- كودو

#### سنغافورة
- Old Chang Kee
- Sakae Sushi

#### كوريا الجنوبية
- Lotteria
- Paris Baguette
- Caffe Bene
- Tom N Toms Coffee
- Angel-in-us
- A Twosome Place
- KyoChon
- Bonchon Chicken
- Mom's Touch
- Mr. Pizza

#### تايوان
- 85C Bakery Cafe
- TKK Fried Chicken

#### تايلاند
- Café Amazon
- Chester's
- Five Star Burger
- Five Star Chicken
- The Pizza Company

#### الإمارات العربية المتحدة
- الفروج الطازج
- تشيكينج

### أوروبا

#### بلجيكا
- كويك

#### فنلندا
- Hesburger
- Rolls

#### فرنسا
- بريوش دوريه  [لغات أخرى]‏
- Flunch
- O'Tacos

#### ألمانيا
- Ditsch
- Kochlöffel
- نوردسي
- Wienerwald

#### اليونان
- Goody's

#### آيسلندا
- Metro

#### جزيرة أيرلندا
- Abrakebabra
- Apache Pizza
- Eddie Rocket's
- Four Star Pizza
- O'Briens Irish Sandwich Bars
- Supermac's

#### إيطاليا
- Spizzico

#### هولندا
- FEBO

#### النرويج
- Big Bite Submarines
- Egon
- Peppes Pizza

#### روسيا
- تيريموك
- بيتزا دودو

#### إسبانيا
- Cervecería 100 Montaditos
- Rodilla

#### السويد
- ماكس برغر
- Frasses
- Sibylla

#### المملكة المتحدة
- Barburrito
- Benjys
- Ben's Cookies
- Chicken Cottage
- Dixy Chicken
- Eat
- جريجز
- Harry Ramsden's
- itsu
- Leon
- Little Chef
- Millie's Cookies
- Morley's
- Pret a Manger
- Sam's Chicken
- Southern Fried Chicken
- Spudulike
- Tortilla
- Upper Crust  [لغات أخرى]‏
- Wasabi
- ومبي
- The West Cornwall Pasty Company
- YO! Sushi

### أمريكا الشمالية

#### باربادوس
- Chefette

#### كندا
- A&W
- Booster Juice
- Burger Baron
- كابتن سبمارين
- Chez Ashton
- كفي تايم  [لغات أخرى]‏
- Country Style
- Donut Diner
- Extreme Pita
- Freshii
- Fryer's
- Harvey's
- Hero Certified Burgers
- King of Donair
- La Belle Province  [لغات أخرى]‏
- Lafleur Restaurants
- Mary Brown's
- Mr. Sub
- New York Fries
- Pita Pit
- بيتزا بيتزا  [لغات أخرى]‏
- Robin's Donuts
- تيم هورتونز
- Valentine
- White Spot
- يوجين فروز

#### غواتيمالا
- Pollo Campero

#### المكسيك
- El Pollo Loco

#### ترينيداد وتوباغو
- Mario's Pizzeria
- Royal Castle  [لغات أخرى]‏

#### الولايات المتحدة
- مطاعم إيه آند دبليو
- أبل بيز
- أربيز
- Arctic Circle Restaurants
- Arthur Treacher's
- Atlanta Bread Company
- Au Bon Pain
- Auntie Anne's
- Baja Fresh
- باسكن روبنز
- Blimpie
- Bojangles' Famous Chicken 'n Biscuits
- Boston Market
- Braum's
- بافلو وايلد وينغز  [لغات أخرى]‏
- برجر كنج
- Burger Street
- Burgerville
- California Pizza Kitchen
- Captain D's Seafood Kitchen  [لغات أخرى]‏
- Carino's Italian
- كارلز جي آر
- Charleys Philly Steaks
- تشيكرز وراليز
- Cheeburger Cheeburger
- Chicken Express
- تشيك فيل أي
- جبوتلي
- Chuck-A-Rama
- تشكي تشيز
- تشيرتشز تشيكن / Texas Chicken
- سينابون
- Coco's Bakery
- Cold Stone Creamery
- Cook Out  [لغات أخرى]‏
- Culver's
- ديري كوين
- دينيس
- Del Taco
- DiBella's
- Dixie Chili and Deli
- دومينوز بيتزا
- Duchess
- Duck Donuts
- دانكن دونتس
- Eegee's
- El Chico  [لغات أخرى]‏
- El Pollo Loco
- El Taco Tote
- إليفيشن برجر
- Farmer Boys
- Fatburger
- Firehouse Subs
- فايف قايز
- Fosters Freeze
- Freddy's Frozen Custard & Steakburgers
- Gold Star Chili
- Golden Chick
- Good Times Burgers & Frozen Custard
- مطاعم سي كيه إي  [لغات أخرى]‏ / Red Burrito
- The Habit Burger Grill
- ذا حلال جايز
- هارديز
- Huddle House
- آيهوب
- إن-ان-أوت برجر
- جاك إن ذا بوكس
- Jack's
- جامبا
- Jason's Deli
- Jersey Mike's Subs
- Jimmy John's
- Jim's Restaurants
- جوني روكتس
- دجاج كنتاكي
- Kewpee
- كرسبي كريم
- Krystal
- L&L Hawaiian Barbecue
- Lee's Famous Recipe Chicken
- Lion's Choice
- ليتل سيزرز
- لونغ جون سيلفرز
- Maid-Rite
- بيتزا ماركو
- McAlister's Deli
- ماكدونالدز
- Milo's Hamburgers
- MOD Pizza
- Moe's Southwest Grill
- Mooyah
- Mrs. Fields
- Mrs. Winner's Chicken & Biscuits
- مستر بيست برجر
- Noodles & Company
- Panera Bread
- باندا أكسبرس
- بابا جونز بيتزا
- Papa Murphy's
- Penn Station East Coast Subs  [لغات أخرى]‏
- Pita Pit
- بيتزا هت
- بيتزا إن
- Pollo Tropical
- بوبايز
- Port of Subs
- Potbelly Sandwich Works
- Qdoba
- كويزنوز
- ريسينغ كينز تشيكن فينغرز
- Rax
- ريد لوبستر
- Red Robin
- Robeks
- Roy Rogers Restaurants
- Ruby Tuesday  [لغات أخرى]‏
- Saladworks
- سبارو
- Schlotzsky's
- أفضل قهوة في سياتل  [لغات أخرى]‏
- شيك شاك
- Skyline Chili
- سماشبرغر
- Sneaky Pete's
- سونيك درايف إن
- Spangles
- ستاربكس
- Steak Escape
- Steak 'n Shake
- Stir Crazy  [لغات أخرى]‏
- صب واي
- Swensen's
- Swensons
- Taco del Mar
- تاكو بل
- Taco Bueno
- Taco Cabana
- Taco John's
- Taco Mayo
- Taco Tico
- Taco Time
- تيم هورتونز
- Tudor's Biscuit World
- Twin Peaks  [لغات أخرى]‏
- Umami Burger
- وينديز
- Wetzel's Pretzels
- واتابرغر
- وايت كاسل
- Wienerschnitzel
- Wingstop
- Zaxby's
- Zippy's

##### بورتوريكو
- Martin's BBQ
- El Meson Sandwiches
- Taco Maker

### أوقيانوسيا

#### أستراليا
- Boost Juice
- Chicken Treat
- Donut King
- Eagle Boys
- Hungry Jack's (برجر كنج)
- La Porchetta Pronto  [لغات أخرى]‏
- Michel's Patisserie
- Noodle Box
- Oporto
- Pancake Parlour
- Red Rooster
- Sumo Salad
- Uncle Tony's Kebabs

#### نيوزيلندا
- برغر فيول
- Georgie Pie
- Hell Pizza

#### بابوا غينيا الجديدة
- Big Rooster

### أمريكا الجنوبية

#### الأرجنتين
- شركة كاليفورنيا بوريتو
- مستزة[1]

#### البرازيل
- Bob's
- Giraffas
- حبيبز
- Koni Store
- Mini Kalzone
- Rei do Mate
- Spoleto

#### كولومبيا
Hamburguesas El Corral
- Pollos Frisby

#### البيرو
Bembos
- Pasquale Hnos.

#### فنزويلا
- Churromania